# Erebochlora albida
Erebochlora albida är en fjärilsart som beskrevs av  1918. Erebochlora albida ingår i släktet Erebochlora och familjen mätare. Inga underarter finns listade i Catalogue of Life.